# Електрошлакове наплавлення
Електрошла́кове напла́влення (ЕШН) (англ. electroslag hard-facing) — технологія, що ґрунтується на нанесенні розплавленого металу на робочу поверхню виробу, при якій оплавлення основного та розплавлення присадного металів відбувається за рахунок тепла, що виділяється у шлаковій ванні при проходженні через неї електричного струму. Електрошлакове наплавлення здійснюється в горизонтальному, вертикальному або нахиленому положенні, як правило, з примусовим формуванням наплавленого шару.
Ця технологія уперше була розроблена колективом Інституту електрозварювання ім. Є. О. Патона НАН України під керівництвом академіка Б. Є. Патона.

## Загальні принципи ЕШН
Ванна рідкого шлаку, маючи меншу, ніж у розплавленого металу, густину, постійно перебуває над поверхнею металевого розплаву, захищаючи його від впливу повітря. Краплі присадного металу, проходячи через шлак, піддаються металургійній обробці і очищаються від шкідливих домішок. Напрямок конвекції шлаку залежить від діаметра електрода: при наплавленні тонким електродом переважає вимушена електромагнітна конвекція, шлак опускається біля електрода і піднімається по краях шлакової ванни, при використанні товстого електрода переважає вільна теплова конвекція, шлак опускається по краях шлакової ванни і піднімається поблизу електрода.
Електроди можуть бути нерухомими, і їх розплавлення буде здійснюватись внаслідок постійного підняття шлакової і металевої ванн. Якщо ж електроди рухомі, то їх по мірі розплавлення безперервно подають у шлакову ванну. Можлива комбінація цих методів.

## Різновиди ЕШН
Способи ЕШН можна класифікувати за різними ознаками, з яких технологічні є основними. У процесі ЕШН розрізняють два способи формування наплавленого металу. Один з них передбачає вільне формування розплаву зварювальної ванни на плоскій горизонтальній поверхні, а другий полягає у використанні спеціальних формувальних пристроїв — кристалізаторів, виготовлених переважно з міді. У них розплавлений метал кристалізується в замкнутій порожнині. Для запобігання перегріванню кристалізатори охолоджують проточною водою, а їх поверхні, що контактують з розплавами шлаку і металу, покривають графітом та іншими матеріалами, оберігаючи їх від електрохімічної ерозії.
За початковою стадією електрошлакового процесу розрізняють «твердий» старт (наведення шлакової ванни відбувається безпосередньо в зоні наплавлення) і «рідкий» старт (у порожнину кристалізатора заливають заздалегідь приготований шлак).
Сутність ЕШН з примусовим формуванням шару наплавки полягає у наступному. У шлакову ванну, розташовану в порожнині, утвореній поверхнею наплавлення і водоохолоджуваним кристалізатором, подається електродний присадний матеріал. Струм, проходячи між електродом і наплавленим металом через рідкий шлак, розігріває його до високої температури, достатньої для розплавлення присадного матеріалу (від 1650 до понад 2000 °C) і оплавлення поверхні виробу. Розплавлений метал опускається на дно шлакової ванни і після кристалізації утворює наплавлений шар.
У випадку застосування примусового формування використовують як стаціонарні, так і рухомі формувальні прилади — повзуни і кристалізатори. Повзуни мають просту геометричну форму, найчастіше у вигляді прямокутних пластин, що охолоджуються водою. До кристалізаторів належать формувальні прилади розвиненої форми, переважно, замкнутого перерізу. Кристалізатори можуть бути електрично нейтральними або струмопровідними.
Як присадний матеріал використовуються один або кілька електродів з суцільних або порошкових дротів, стрічки, пластинчасті електроди великого перерізу, плавкі мундштуки і композиційні дроти. При використанні неплавких (графітових, вольфрамових) електродів можливе застосування електронейтральних некомпактних присадних матеріалів: дробу, рідкого металу.
До присадних матеріалів за наявності неплавких електродів напругу не підводять, і вони служать лише для формування наплавленого шару. Присадні матеріали мають, як правило, таку ж форму, що і електродні. Крім того, при ЕШН застосовуються зернисті чи рідинні присадні матеріали. У деяких випадках застосовують комбінації різноманітних типів присадних матеріалів.

## Використання
Цей спосіб застосовується в металургійному виробництві для наплавлення прокатних валків, у виробництві заготовок для вальцювання біметалу, в гірничорудному виробництві для відновлення зубів ковшів екскаваторів, зубів великогабаритних шестерень, у машинобудуванні для наплавлення штампів. Антикорозійне наплавлення стрічками застосовується в ядерному, енергетичному і нафтохімічному машинобудуванні. Використовується в основі технологічних схем отримання біметалевих труб, коли наносять шар з корозійно стійкої сталі на основу з вуглецевої або низьколегованої сталі.
При ЕШН композитних покриттів в шлакову ванну сиплять зверху гранульований твердий сплав, температура плавлення якого вища за температуру плавлення металу-зв'язки, необхідність застосування якого обумовлена неприпустимістю вторинного розплавлення деяких твердих сплавів, через що наплавлення монопокрить з таких матеріалів неможлива. Твердість і зносостійкість забезпечується частинками твердого сплаву, а метал-зв'язка утримує їх на поверхні деталі.

## Переваги та недоліки
Основні переваги
- міцність зчеплення наплавленого шару з матеріалом основи;
- стійкість процесу у широких межах густини струму (від 0,2 до 300 А/мм²);
- висока продуктивність (до 150 кг наплавленого металу в годину);
- економічність процесу (на наплавлення рівної кількості електродного металу електроенергії витрачається на 15…20% менше, ніж при дуговому наплавленні);
- можливість наплавлення сплавів з підвищеною схильністю до утворення тріщин;
- можливість наплавлення за один прохід шарів великої товщини (від декількох міліметрів до десятків сантиметрів);
- рафінування (очищення) металу від шкідливих домішок і високий захист ванни рідкого металу від повітря;
- можливість надавати наплавленому металу необхідної форми та поєднувати з електрошлаковим зварюванням.

Недоліки
- велика погонна енергія процесу викликає перегрівання основного металу і зони термічного впливу;
- неможливість отримання наплавлених шарів малої товщини (крім способів горизонтального наплавлення стрічками);
- велика тривалість підготовчих операцій.